# Esenbeckia media
Esenbeckia media är en tvåvingeart som beskrevs av Burger 1999. Esenbeckia media ingår i släktet Esenbeckia och familjen bromsar. Inga underarter finns listade i Catalogue of Life.